# Anna Halonen
Anna Halonen (ur. 3 lipca 1986) – szwedzka skoczkini narciarska, reprezentantka IFK Borås.
Na międzynarodowej arenie zadebiutowała 14 lutego 2004 roku w Breitenbergu podczas zawodów FIS Race, oddając skoki na skoczni średniej na odległości 59 m i 60 m.
W mistrzostwach Szwecji w 2004 roku była jedyną zawodniczką startującą w tej konkurencji (skoki narciarskie kobiet). Zdobyła złoty medal po skokach na odległości 61 i 69 metrów.

## Osiągnięcia

### Mistrzostwa Szwecji w skokach narciarskich

#### Juniorzy
| Miejsce | Dzień       | Rok  | Miejscowość | Skocznia | Punkt K | HS     | Konkurs  | Skok 1 | Skok 2 | Nota     | Strata | Zwycięzca |
| ------- | ----------- | ---- | ----------- | -------- | ------- | ------ | -------- | ------ | ------ | -------- | ------ | --------- |
| 1.      | 1 marca     | 2003 | Falun       | Lugnet   | K-90    | HS-100 | indywid. | 51,0 m | 54,0 m | 50,0 pkt | -      | -         |
| 1.      | 17 stycznia | 2004 | Falun       | Lugnet   | K-90    | HS-100 | indywid. | 60,0 m | 59,5 m | 88,5 pkt | -      | -         |

#### Seniorzy
| Miejsce | Dzień       | Rok  | Miejscowość | Skocznia | Punkt K | HS     | Konkurs  | Skok 1 | Skok 2 | Nota      | Strata | Zwycięzca |
| ------- | ----------- | ---- | ----------- | -------- | ------- | ------ | -------- | ------ | ------ | --------- | ------ | --------- |
| 1.      | 18 stycznia | 2004 | Falun       | Lugnet   | K-90    | HS-100 | indywid. | 61,0 m | 69,0 m | 114,0 pkt | -      | -         |